# Mycomya simplex
Mycomya simplex är en tvåvingeart som först beskrevs av Daniel William Coquillett 1905.  Mycomya simplex ingår i släktet Mycomya och familjen svampmyggor.
Artens utbredningsområde är British Columbia. Inga underarter finns listade i Catalogue of Life.